# 3. deild Wysp Owczych (2002)
W roku 2002 odbyła się 26. edycja 3. deild Wysp Owczych – trzeciej ligi piłki nożnej Wysp Owczych. W rozgrywkach brało udział 10 klubów z całego archipelagu. Klub z pierwszego miejsca awansował do 2. deild. W sezonie 2002 był to: AB Argir, drugi zaś musiał rozegrać baraż o awans do ligi wyższej. B68 II Toftir wygrał dwumecz z NSÍ II Runavík i awansował do 2. deild. Klub z ostatniego miejsca spadał do 4. deild, a w roku 2002 był to HB III Tórshavn. Baraże o 3. deild musiał rozegrać zaś klub z miejsca przedostatniego - B71 II Sandoy przegrał je z EB/Streymur II.

## Uczestnicy
| Uczestnicy 3. deild Wysp Owczych 2001                                                                         | Uczestnicy 3. deild Wysp Owczych 2001 | Uczestnicy 3. deild Wysp Owczych 2001 | Uczestnicy 3. deild Wysp Owczych 2001 |
| --- | ------------------------------------- | ------------------------------------- | ------------------------------------- |
| Royn | Royn Hvalba                           | 2                                     |                                       |
| ÍF II | ÍF II Fuglafjørður                    | 3                                     |                                       |
| AB | AB Argir                              | 4                                     |                                       |
| B36III | B36 III Tórshavn                      | 5                                     |                                       |
| B71II | B71 II Sandoy                         | 6                                     |                                       |
| B68 II | B68 II Toftir                         | 7                                     |                                       |
| TB II | TB II Tvøroyri                        | 9                                     |                                       |
| Spadek z 2. deild Wysp Owczych 2001                                                                           |                                       |                                       |                                       |
| GÍ II | GÍ II Gøta                            | 10                                    |                                       |
| Awans z 4. deild Wysp Owczych 2001                                                                            |                                       |                                       |                                       |
| FSVII | FS II Vágar                           |                                       |                                       |
| HBIII | HB III Tórshavn                       |                                       |                                       |
| Oznaczenia: - kolumna pierwsza – skróty nazw drużyn, - kolumna trzecia – miejsce zajęte w poprzednim sezonie. |                                       |                                       |                                       |

## Tabela ligowa
| Lp. | Drużyna             | M  | Z  | R | P  | Bramki | Bramki | Różn. | Pkt | Uwagi              |
| --- | ------------------- | -- | -- | - | -- | ------ | ------ | ----- | --- | ------------------ |
| 1   | AB Argir (M) (A)    | 16 | 13 | 2 | 1  | 47     | 15     | +32   | 41  | Awans do 2. deild  |
| 2   | B68 II Toftir (A)   | 16 | 7  | 5 | 4  | 44     | 21     | +23   | 26  | Baraże o 2. deild  |
| 3   | GÍ II Gøta          | 16 | 8  | 2 | 6  | 36     | 17     | +19   | 26  |                    |
| 4   | Royn Hvalba         | 16 | 8  | 1 | 7  | 27     | 21     | +6    | 25  |                    |
| 5   | B36 III Tórshavn    | 16 | 6  | 3 | 7  | 33     | 29     | +4    | 21  |                    |
| 6   | TB II Tvøroyri      | 16 | 6  | 2 | 8  | 29     | 38     | −9    | 20  |                    |
| 7   | FS II Vágar         | 16 | 5  | 4 | 7  | 35     | 35     | 0     | 19  |                    |
| 8   | ÍF II Fuglafjørður  | 16 | 5  | 3 | 8  | 27     | 46     | −19   | 18  |                    |
| 9   | B71 II Sandoy (S)   | 16 | 3  | 0 | 13 | 16     | 72     | −56   | 9   | Baraże o 3. deild  |
| 10  | HB III Tórshavn (S) | 0  | 0  | 0 | 0  | 0      | 0      | 0     | 0   | Spadek do 4. deild |

### Baraże o 3. deild
| Drużyna 1                            | Wynik dwumeczu | Drużyna 2     | Pierwszy mecz | Drugi mecz |
| ------------------------------------ | -------------- | ------------- | ------------- | ---------- |
| EB/Streymur II                       | 7-3            | B71 II Sandoy | 3:1           | 4:2        |
| Po lewej gospodarz pierwszego meczu. |                |               |               |            |

| 5 października 2002                          | EB/Streymur II                                 | 3:1   | B71 II Sandoy      |                                                         |
|                                              | Leif Niclasen 27', 67' · Halldórur Joensen 79' | (1:0) | 56' Janus Petersen | á Mølini, Eiði Sędzia: Jákup Martin Kjeld (NSÍ Runavík) |
| Petur Sigurð Johannesen 55' · Rólant Dam 57' | 27', 59' Kári Sørensen · 49' Magnus Olsen      | (1:0) |                    | á Mølini, Eiði Sędzia: Jákup Martin Kjeld (NSÍ Runavík) |

| 12 października 2002                     | B71 II Sandoy                                    | 2:4   | EB/Streymur II                                                                       |                                                         |
|                                          | Jóan Pauli Jacobsen 25' · Tummas Pauli Olsen 33' | (2:1) | 13' ? · 55' Halldórur Joensen · 75' Leif Niclasen · 90' (k.) Petur Sigurð Johannesen | Inni í Dal, Sandur Sędzia: Hans Eivind Olsen (AB Argir) |
| Mikkjal Hentze 53' · Róin Clementsen 75' | 42' Hjalmar Johannesen                           | (2:1) |                                                                                      | Inni í Dal, Sandur Sędzia: Hans Eivind Olsen (AB Argir) |

B71 II Sandoy w wyniku meczów barażowych spadł do trzeciej ligi.